# San Tommaso in Parione
San Tommaso in Parione är en kyrkobyggnad i Rom, helgad åt den helige aposteln Tomas. Kyrkan är belägen vid Via di Parione i Rione Parione och tillhör församlingen Santa Maria in Vallicella.
Tillnamnet ”Parione” kommer av latinets paries, ”mur”, som åsyftar gigantiska murrester från Domitianus stadion, vilka tidigare fanns i närheten av kyrkan.
San Tommaso in Parione var titelkyrka från 1517 till 1937. Den siste titelinnehavaren var kardinalpräst Johannes Baptist Katschthaler.

## Kyrkans historia
Kyrkan konsekrerades av påve Innocentius II den 21 december 1139. Kyrkan nämns i en bulla promulgerad 1186 av påve Urban III; bullan uppräknar den bland filialerna till församlingskyrkan San Lorenzo in Damaso. Därtill förekommer den i Catalogo di Cencio Camerario, en förteckning över Roms kyrkor sammanställd av Cencio Savelli år 1192 och bär där namnet sco. Thome de Parrioni samt i Il catalogo Parigino (cirka 1230) som s. Thomas de Parione, i Il catalogo di Torino (cirka 1320) som Ecclesia sancti Thome de Parione och i Il catalogo del Signorili (cirka 1425) som sci. Thome de Parionis.
Påve Nicolaus V utfärdade år 1449 ett privilegiebrev åt Università degli Scrittori e Copisti, skrivarnas och kopisternas skrå, vilket var anvisat till denna kyrka. År 1582 genomfördes en restaurering av kyrkan under Francesco da Volterras ledning. Kostnaderna bestreds av adelsmännen Mario och Camillo Cerrini.
I samband med den franska ockupationen av Rom år 1798 lämnade skrået kyrkan och den kom med tiden att förfalla. Arkitekten Antonio Cipolla företog en restaurering år 1848.
Sedan omkring år 1980 firar Etiopisk-katolska kyrkan gudstjänst i kyrkan. I kyrkan tjänar etiopiska och eritreanska präster från cistercienserorden.

## Kyrkans exteriör
Kyrkans fasad i tegel och travertin ritades av Francesco da Volterra och har två våningar. Den nedre våningen har tre axlar. Ingångsportalen kröns av ett triangulärt pediment och flankeras av rundbågefönster. Fyra joniska pilastrar bär upp ett entablement, vars fris bär dedikationsinskriptionen från år 1582:
Den övre våningen har en axel med doriska pilastrar som bär upp ett entablement med ett avslutande triangulärt pediment med ett tomt tympanon. Övervåningens fönster omramas av snäckskal och snirklar och kröns av ett segmentbågeformat pediment. Våningens sidor utgörs av kolossala voluter med lejonprotomer.

## Kyrkans interiör
Interiören har tre skepp. Joniska pilastrar bär upp ett entablement som löper runt kyrkorummet. Taket hade tidigare fresken Den helige Tomas förhärligande, utförd av Domenico Palombi.

### Koret
Koret utgörs av en absid med en halvkupol, vilken har tre runda fresker: Jesus Kristus flankerad av Den helige Tomas och Den helige Paulus. Altaruppsatsen i nyklassicism har två korintiska kolonner i gul marmor, vilka bär upp ett triangelpediment. Högaltaret hade tidigare 1600-talsmålningen Den helige Tomas i bön av kapucinbrodern Cosimo, vilken är ersatt med en modern framställning av Jungfru Maria och Jesusbarnet.
Korets sidoväggar har Domenico Palombis målningar Den helige Filippo Neri och Den helige Gregorio Barbarigo; Filippo Neri prästvigdes i denna kyrka år 1551, medan Gregorio Barbarigo var kardinalpräst av San Tommaso in Parione från 1660 till 1677.
Det vänstra sidoskeppet hyser ett krucifix från 1700-talet.
Interiörens ursprungliga dekoration gick förlorad under 1800-talets senare hälft.

## Bilder
| - San Tommaso in Parione. Gravyr av Giuseppe Vasi. - San Tommaso in Parione på en karta från år 2016. |